# Aliyar Ağayev
Aliyar Ağayev (Azerbeidzjaans: Əliyar Ağayev) (Bakoe, 17 oktober 1987) is een Azerbeidzjaans voetbalscheidsrechter. Hij is in dienst van FIFA en UEFA sinds 2013. Ook leidt hij wedstrijden in de Premyer Liqası.
Op 11 juli 2013 maakte Ağayev zijn debuut in Europees verband tijdens een wedstrijd tussen Dinamo Minsk en FK Kruoja in de voorrondes van de UEFA Europa League; het eindigde in 5–0 en de Azerbeidzjaanse leidsman gaf één gele kaart. Zijn eerste interland floot hij op 4 juni 2013, toen Kazachstan met 1–2 verloor van Bulgarije. Tijdens dit duel hield Ağayev zijn kaarten op zak.

## Interlands
| Datum             | Plaats                        | Wedstrijd                         | Uitslag | Competitie             | Kreeg geel | Kreeg voor de tweede keer geel en dus rood | Weggestuurd |
| ----------------- | ----------------------------- | --------------------------------- | ------- | ---------------------- | ---------- | ------------------------------------------ | ----------- |
| 4 juni 2013       | Almaty, Kazachstan            | Kazachstan – Bulgarije            | 1 – 2   | Vriendschappelijk      | 0          | 0                                          | 0           |
| 18 november 2014  | Kiev, Oekraïne                | Oekraïne – Litouwen               | 0 – 0   | Vriendschappelijk      | 4          | 0                                          | 0           |
| 6 september 2016  | Moskou, Rusland               | Rusland – Ghana                   | 1 – 0   | Vriendschappelijk      | 2          | 0                                          | 0           |
| 13 november 2016  | Nicosia, Cyprus               | Cyprus – Gibraltar                | 3 – 1   | WK 2018 kwalificatie   | 2          | 1                                          | 0           |
| 10 september 2018 | Rostov aan de Don, Rusland    | Rusland – Tsjechië                | 5 – 1   | Vriendschappelijk      | 2          | 0                                          | 0           |
| 19 november 2018  | Aarhus, Denemarken            | Denemarken – Ierland              | 0 – 0   | Nations League 2018/19 | 1          | 0                                          | 0           |
| 24 maart 2019     | Warschau, Polen               | Polen – Letland                   | 2 – 0   | EK 2020 kwalificatie   | 5          | 0                                          | 0           |
| 12 oktober 2019   | Tórshavn, Faeröer             | Faeröer – Roemenië                | 0 – 3   | EK 2020 kwalificatie   | 7          | 0                                          | 0           |
| 18 november 2019  | Ta' Qali, Malta               | Malta – Noorwegen                 | 1 – 2   | EK 2020 kwalificatie   | 2          | 0                                          | 0           |
| 14 oktober 2020   | Sofia, Bulgarije              | Bulgarije – Wales                 | 0 – 1   | Nations League 2020/21 | 7          | 0                                          | 0           |
| 28 maart 2021     | Herning, Denemarken           | Denemarken – Moldavië             | 8 – 0   | WK 2022 kwalificatie   | 1          | 0                                          | 0           |
| 31 mei 2021       | Antalya, Turkije              | Turkije – Guinee                  | 0 – 0   | Vriendschappelijk      | 1          | 0                                          | 0           |
| 7 september 2021  | Bratislava, Slowakije         | Slowakije – Cyprus                | 2 – 0   | WK 2022 kwalificatie   | 3          | 0                                          | 0           |
| 5 juni 2022       | Serravalle, San Marino        | San Marino – Malta                | 0 – 2   | Nations League 2022/23 | 5          | 0                                          | 0           |
| 24 maart 2023     | Razgrad, Bulgarije            | Bulgarije – Montenegro            | 0 – 1   | EK 2024 kwalificatie   | 1          | 0                                          | 0           |
| 17 november 2023  | Helsinki, Finland             | Finland – Noord-Ierland           | 4 – 0   | EK 2024 kwalificatie   | 0          | 0                                          | 0           |
| 22 maart 2024     | Mərdəkan, Azerbeidzjan        | Tanzania – Bulgarije              | 0 – 1   | Vriendschappelijk      | 0          | 0                                          | 0           |
| 6 september 2024  | Pristina, Kosovo              | Kosovo – Roemenië                 | 0 – 3   | Nations League 2024/25 | 6          | 1                                          | 0           |
| 19 november 2024  | Zenica, Bosnië en Herzegovina | Bosnië en Herzegovina – Nederland | 1 – 1   | Nations League 2024/25 | 1          | 0                                          | 0           |
| 10 juni 2025      | Leskovac, Servië              | Servië – Andorra                  | 3 – 0   | WK 2026 kwalificatie   | 3          | 0                                          | 0           |

Laatst bijgewerkt op 11 juni 2025.